# Taeniophyllum fasciola
Taeniophyllum fasciola är en orkidéart som först beskrevs av Johann Georg Adam Forster, och fick sitt nu gällande namn av Berthold Carl Seemann. Taeniophyllum fasciola ingår i släktet Taeniophyllum och familjen orkidéer. Inga underarter finns listade i Catalogue of Life.